# Chêne-en-Semine
Chêne-en-Semine è un comune francese di 394 abitanti situato nel dipartimento dell'Alta Savoia della regione dell'Alvernia-Rodano-Alpi.

## Società

### Evoluzione demografica
Abitanti censiti